# Royce Openda
Royce Drax Openda Owaga (* 21. April 2002 in Libreville) ist ein gabunischer Fußballspieler.

## Karriere

### Verein
Openda begann seine fußballerische Ausbildung bei  der AS Pélican in Gabun. Im Jahr 2021 wechselte er zu Bouenguidi Sports, dem Vorjahresersten der Liga. Dort spielte er im September 2021 bereits zwei Spiele in der CAF Champions League, wobei er mit seinem Team in der ersten Runde ausschied.
Anschließend wechselte er nach Frankreich zum unterklassigen Klub Ancienne de Château-Gontier.
Im Januar 2023 wechselte er in die Reservemannschaft des Erstligisten FC Lorient. Im Rest der Saison 2022/23 spielte er in der National 2 für die Zweitmannschaft zwölf Spiele, wobei er einmal traf und zwei Tore vorlegte. Nach weiteren zwei Toren in elf Viertligaspielen in der Hinrunde 2023/24 debütierte er am ersten Spieltag der Rückrunde nach Einwechslung gegen den OSC Lille in der Ligue 1 für die Profis.

### Nationalmannschaft
Im Jahr 2019 spielte Openda in zwei Freundschaftsspielen für die gabunische U17-Nationalmannschaft gegen Benin und eine lokale Auswahl.